# アゴブチクジャクガメ
アゴブチクジャクガメ（Trachemys callirostris）は、ヌマガメ科アカミミガメ属に分類されるカメ。

## 分布
- T. c. callirostris　コロンビアクジャクガメ

コロンビア北部、ベネズエラ北西部
- T. c. chichiriviche　ベネズエラクジャクガメ

模式産地はファルコン州（ベネズエラ）。ベネズエラ（ファルコン州東部）固有亜種

## 形態
最大甲長32.5cm。オスよりもメスの方がやや大型になる。項甲板は細長い長方形。第1-4椎甲板の縦幅と横幅はほぼ同じ長さだが、第5椎甲板は横幅の方が長い。肋甲板には眼状斑紋が入る。腹甲の色彩は薄いオレンジ色や淡黄色、黄色で暗色の斑紋が入る。
頭部はやや大型ないし大型で、吻端はやや突出する。上顎の先端は僅かに凹み、二股に分かれる。上顎（鼻腔から嘴にかけて）や下顎、喉に円や楕円の黄色い斑紋が入る。種小名callirostrisは「美しい嘴、吻」の意で、この斑紋に由来すると思われる。四肢は頑丈。
幼体は椎甲板に筋状の盛り上がり（キール）があり、後部縁甲板に鋸状に突る。成長に伴いキールは消失し縁甲板も滑らかになるが、成体でも残る。また成長に伴い背甲の色彩は暗くなり、斑紋は不鮮明になる。オスの成体は体色が暗色化が顕著で、黒色化（メラニズム）こそおこさないものの背甲が暗褐色一色になり斑紋が消失する個体もいる。またオスの成体はメスに比べやや吻端が突出するが、顕著ではない。
- T. c. callirostris　コロンビアクジャクガメ

最大甲長30cm。背甲の幅は細く、甲高もあまり高くならない。背甲の色彩は緑褐色や濃緑色。腹甲に入る暗色の斑紋は腹甲の大部分を占める。上顎や下顎、喉に入る円形や楕円型の斑紋は数が多い。側頭部に黄色や燈色の幅が細い斑紋が入る。
- T. c. chichiriviche　ベネズエラクジャクガメ

最大亜種。背甲の幅がやや広く、甲高も盛り上がる。背甲の色彩は濃い緑褐色や暗褐色。腹甲に入る暗色の斑紋は腹甲の中央部に集まり、外縁部では斑紋が入らない部分も大きい。円形や楕円型の斑紋は上顎にはない個体が多く、下顎や喉でも数が少ない。側頭部に濃赤色や赤褐色の幅が広い楔形の斑紋が入る。

## 亜種
- Trachemys callirostris callirostris　(Gray, 1856)　コロンビアクジャクガメ　Colombian slider
- Trachemys callirostris chichiriviche　(Pritchard & Trebbau, 1984)　ベネズエラクジャクガメ　Venezuelan slider

## 生態
流れの緩やかな河川やその周囲にある湖、池沼等に生息する。日光浴を好み岩や流木の上等によくあがる。
食性は雑食。成長に伴い植物食傾向が強くなる。
繁殖形態は卵生。メスの吻端にオスが吻端を摺り寄せたり、総排泄口の匂いを嗅ぐような求愛をする。基亜種は12-翌4月に1回に9-25個の卵を2回に分けて産む。

## 人間との関係
生息地では卵も含めて食用とされることもある。
開発による生息地の破壊、水質汚染、食用の乱獲等により生息数は減少している。現在、野生個体の輸出は厳しく制限されている。
ペットとして飼育されることもあり、日本にも輸入されている。以前はアカミミガメ等と区別されずミドリガメとして野生個体が大量に流通していたが、1970年頃に生息地で保護されるようになり流通量が激減した。主に欧米や日本国内で繁殖された基亜種が少数流通し、コロンビアでの養殖個体が流通した例もある。アクアテラリウムで飼育される。活発でやや大型になるため大型のケージが容易できない場合は一般家庭での飼育には向かない。成体は性質が荒くなる傾向があり、他個体に噛みつくこともあるため基本的には単独飼育になる。餌付きは良く、人工飼料や乾燥飼料等も食べる。